# Cecilia Cuțescu-Storck
Cecilia Cuțescu-Storck (Câineni, 14 marzo 1879 – Bucarest, 29 ottobre 1969) è stata una pittrice e docente rumena con una forte influenza sulla vita culturale nel periodo interbellico, insignita con l'onorificenza di Cavaliere della Legion d'onore nel 1933. È stata una promotrice del femminismo nell'arta rumena, contribuendo alla creazione, insieme a Olga Greceanu e Nina Arbore, dell’Associazione delle pittrici e scultrici e del Circolo artistico femminile.

## Biografia

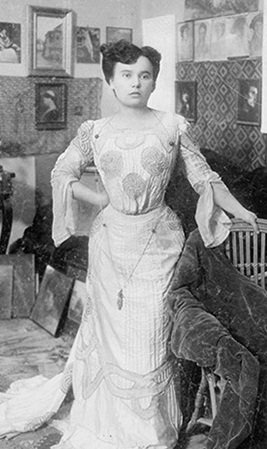
Cecilia Cuţescu-Storck; fotografata da suo marito Frederic Storck

Cecilia Cuțescu nacque nel villaggio di Râul Vadului, nel comune Câineni. Fu adottata dai nonni materni, da cui prese il cognome Cuțescu. Rimase comunque molto vicina ai suoi genitori, Natalia e Ion Brăneanu, e alle sue sorelle, Fulvia, che morì durante la sua adolescenza, e Ortansa, che divenne un'importante attivista femminista in Romania. 
Iniziò gli studi alla Damenakademie di Monaco nel 1897. Nel 1899 partì per Parigi, prendendo lezioni all'Académie Juliane all'École des Beaux-Arts. I suoi dipinti vennero presentati al pubblico attraverso mostre tenute in Francia e Romania. Nel 1916, l'anno in cui fece ritorno in Romania, dette vita insieme alle colleghe Olga Greceanu e Nina Arbore, all'"Asociaţia femeilor pictore şi sculptore", diventando promotrici dell'arte femminile in Romania. Nello stesso anno, Cecilia Cuţescu-Storck divenne docente all'Accademia delle belle arti di Bucarest, dove rimase fino al 1947.

## Carriera
Se nei suoi ritratti, soprattutto quelli femminili — opere come Orientala, Tahitiana, Paparude — si nota l'ammirazione per Gauguin, quello che le portò notorietà, per la loro forte impronta personale, fu la serie di murales. Nel 1933 realizzò l'affresco intitolato Storia del business rumeno, situato nella sala dell'Accademia di studi economici di Bucarest, e poi l'opera Agricoltura, industria e commercio che si trova nella sala d'onore della Marmorosch Bank. Alla morte dell'artista nel 1969, molte delle sue opere rimasero esposte nel Museo d'arte Frederick Storck e Cecilia Cuţescu-Storck, un'istituzione fondata nel 1951 per mettere insieme l'opera della coppia e le altre sculture della famiglia Storck, comprese quelle del suocero Karl Storck e del cognato Carol Storck. 

## Premi e onorificenze
- Medaglia d'oro e Gran Premio all'Esposizione Internazionale di Barcelona (1929)
- Medaglia d'oro all'Esposizione Internazionale di Parigi (1937)
- Maestro Emerito dell'arte nel 1957[3]

## Opere

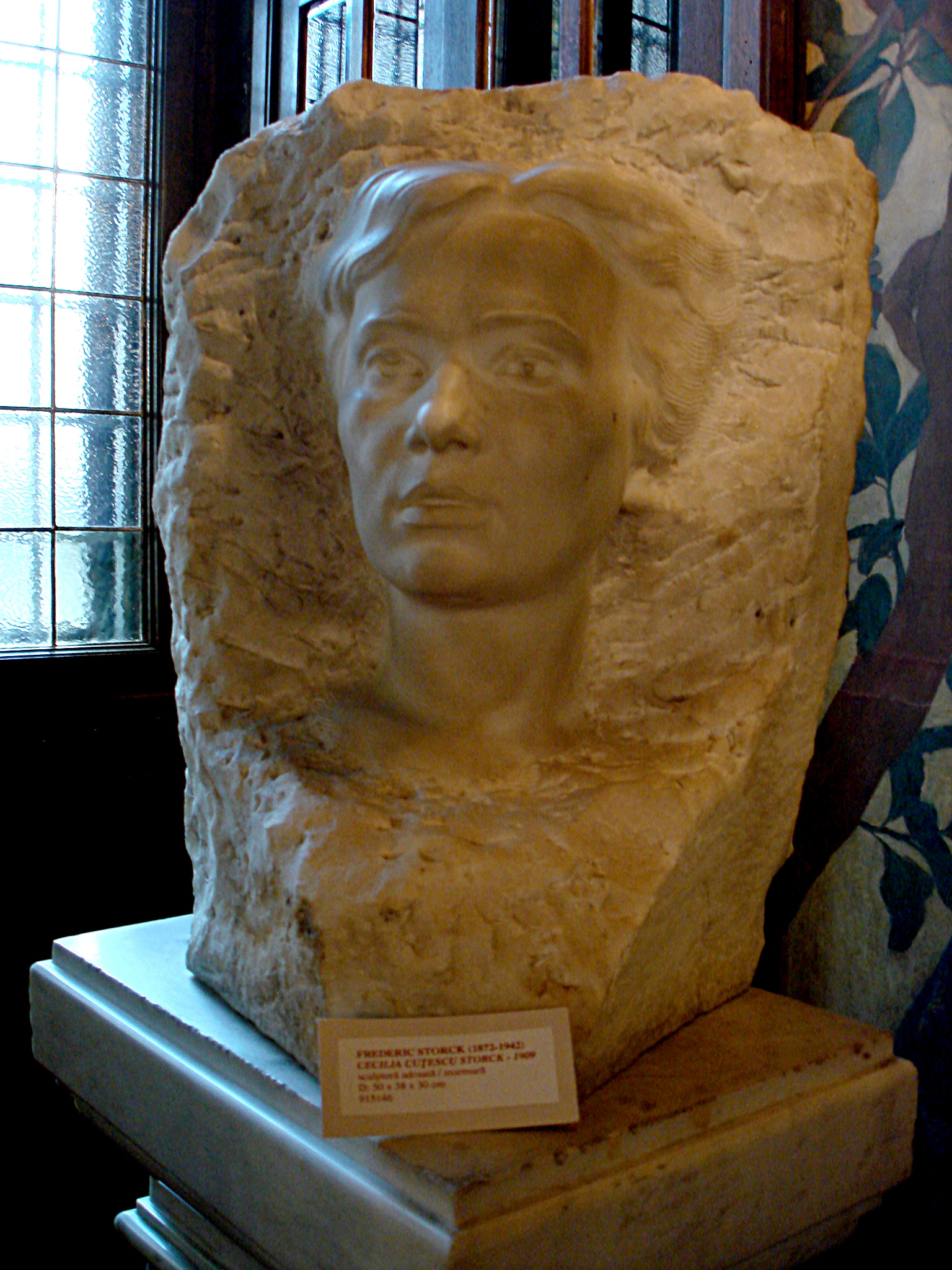
Scultura-ritratto di Cecilia realizzata da suo marito Frederic (1909). Dal "Museo d'arte Frederic e Cecilia Cuțescu-Storck"

- Fresca unei vieți, Bucovina, Editura Torouțiu, 1943
- O viață dăruită artei, Editura Meridiane, 1966
- Fresca unei vieți, Editura Vremea, București, 2006

## Cultura di massa
Nel giugno 2010, su iniziativa del rettore dell'Accademia di studi economici di Bucarest, Gheorghe Roșca, e del sindaco di Câineni, Ion Nicolae, fu collocata una targa commemorativa nel villaggio di Râul Vadului.
Alla pittrice e al marito fu intitolato il Museo d'arte Frederic e Cecilia Cuțescu-Storck, museo d'arte moderna situato a Bucarest. 
Alla figura di Cecilia Cuțescu-Storck sono stati dedicati diversi volumi tra i quali:
- Leon Thevenin: Cecile Coutesco-Storck, sa vie et son oevre, Quatre Chemins, 1932
- Angela Vrancea: Cecilia Cuțescu-Storck, Editura de Stat pentru Literatură și Artă, 1957
- Gabriela Storck e Petre Comarnescu: Cecilia Cuțescu-Storck: Expozitie Retrospectiva, Uniunea Artiștilor Plastici, 1959
- Marin Mihalache: Cecilia Cuțescu-Storck, Editura Meridiane, București, 1969
- Liliana Vârban, Ionel Ionița, Dan Vasiliu: Casa Storck - Muzeul Storck, Muzeul Municipiului București, 2005
- Jeremy Howard: East European Art, Oxford University Press, 2006
- Shona Kallestrup: Arte e design in Romania 1866–1945, Colombia, Monografie dell'Europa orientale, 2006
- Aurora Liiceanu: Patru femei, patru povești, Editura Polirom, 2010